# Jumiltepec
Jumiltepec es una localidad del estado mexicano de Morelos. Es parte del municipio de Ocuituco.

## Toponimia
El nombre «Jumiltepec» proviene de los términos en náhuatl: xumille, jumil; tepetl, cerro. Su significado es «Cerro de los jumiles».

## Demografía
| Gráfica de evolución demográfica |
|                                  |

| Censo | Población |
| ----- | --------- |
| 1900  | 742       |
| 1910  | 858       |
| 1921  | 886       |
| 1930  | 1048      |
| 1940  | 1204      |
| 1950  | 1385      |
| 1960  | 1625      |
| 1970  | 2390      |
| 1980  | 3148      |
| 1990  | 3729      |
| 2000  | 3704      |
| 2010  | 3859      |
| 2020  | 4281      |